# Rapar
Rapar è una suddivisione dell'India, classificata come municipality, di 23.057 abitanti, situata nel distretto del Kutch, nello stato federato del Gujarat. In base al numero di abitanti la città rientra nella classe III (da 20.000 a 49.999 persone).

## Geografia fisica
La città è situata a 23° 34' 0 N e 70° 37' 60 E e ha un'altitudine di 78 m s.l.m..

## Società

### Evoluzione demografica
Al censimento del 2001 la popolazione di Rapar assommava a 23.057 persone, delle quali 11.857 maschi e 11.200 femmine, per un totale di 4.327 nuclei familiari.